# Бадерсдорф
Бадерсдорф (нім. Badersdorf) — торгова громада округу Оберварт у землі Бургенланд, Австрія.
Бадерсдорф лежить на висоті  268 м над рівнем моря і займає площу  8,6 км². Громада налічує 294 мешканців. 
Густота населення 34/км².  
|                                     |
| Бадерсдорф на мапі округу та землі. |

 Адреса управління громади:  7512 Badersdorf. 

## Демографія
Історична динаміка населення міста за даними сайту Statistik Austria

## Виноски
1. ↑  Dauersiedlungsraum der Gemeinden Politischen Bezirke und Bundesländer - Gebietsstand 1.1.2018 — Статистичне управління Австрії.
2. ↑  Einwohnerzahl 1.1.2018 nach Gemeinden mit Status, Gebietsstand 1.1.2018 — Статистичне управління Австрії.
3. ↑  www.badersdorf.at. Архів оригіналу за 12 квітня 2022. Процитовано 27 травня 2022.
4. ↑  Gemeindedaten von Badersdorf. Архів оригіналу за 29 вересня 2007. Процитовано 19 листопада 2013.

| Австрія | Це незавершена стаття з географії Австрії. Ви можете допомогти проєкту, виправивши або дописавши її. |